# Irina Deriouguina
Irina Deriouhina (en ukrainien : Ірина Іванівна Дерюгіна, Iryna Ivanivna Dériouhina) est une gymnaste et entraîneure soviétique puis ukrainienne.

## Biographie
Irina est née le 11 janvier 1958 à Kiev en Ukraine, dans une famille de sportifs fille de Ivan Deryugin et Albina Deriouguina. Elle se marie à Oleg Blokhine qui a été ballon d'or et a une fille Ireesha, sportive et chanteuse. Elle est l’entraîneure de l’équipe nationale féminine de gymnastique d’Ukraine et présidente de la Fédération, équipe qui s’apprête à défendre les couleurs de l’Ukraine aux Jeux olympiques de Paris. Irina est la créatrice de l'école de gymnasrique qui porte son nom.

## Carrière en tant que senior
Elle était juge internationale en 1985.

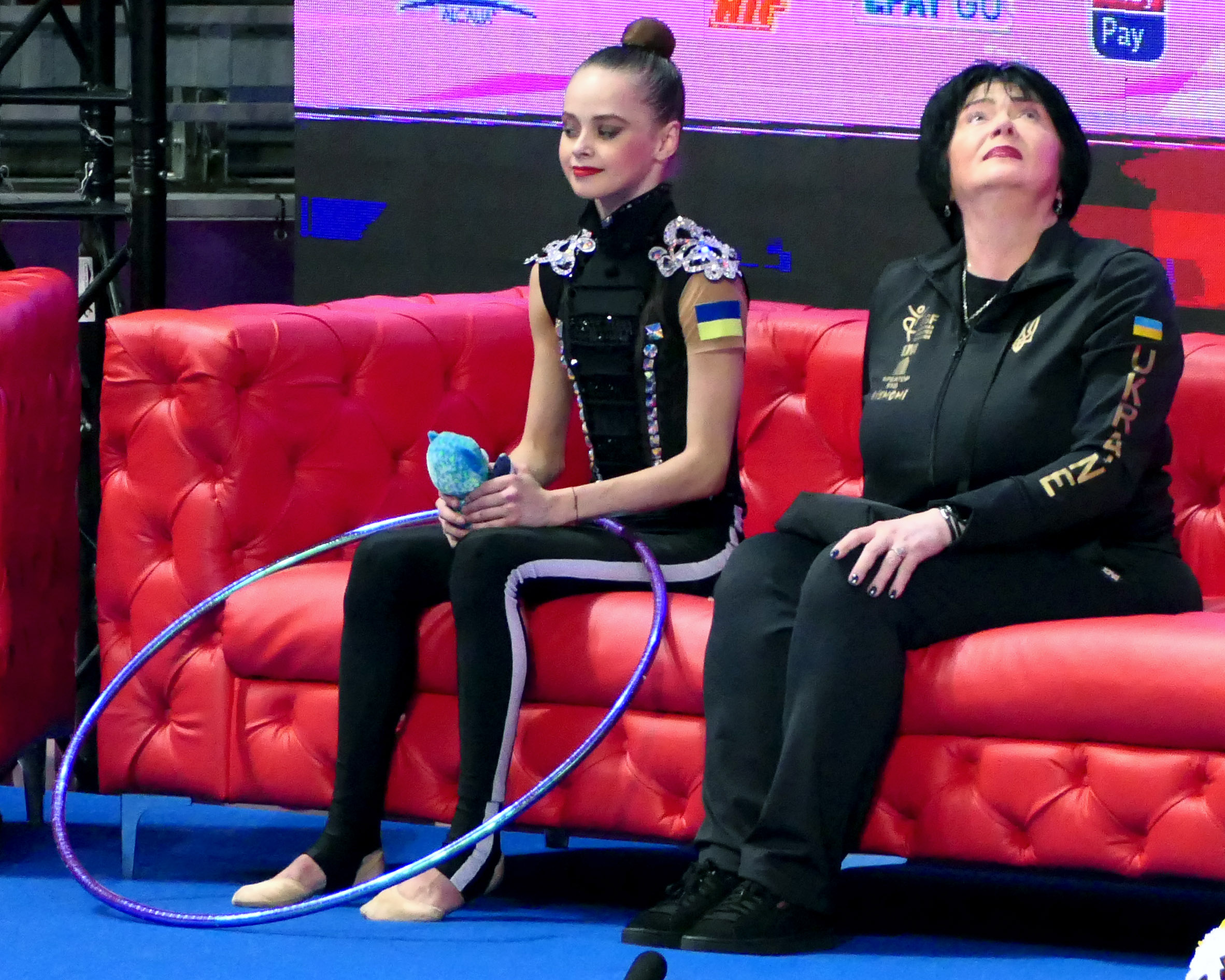
Avec Taissia Onofritchouk et
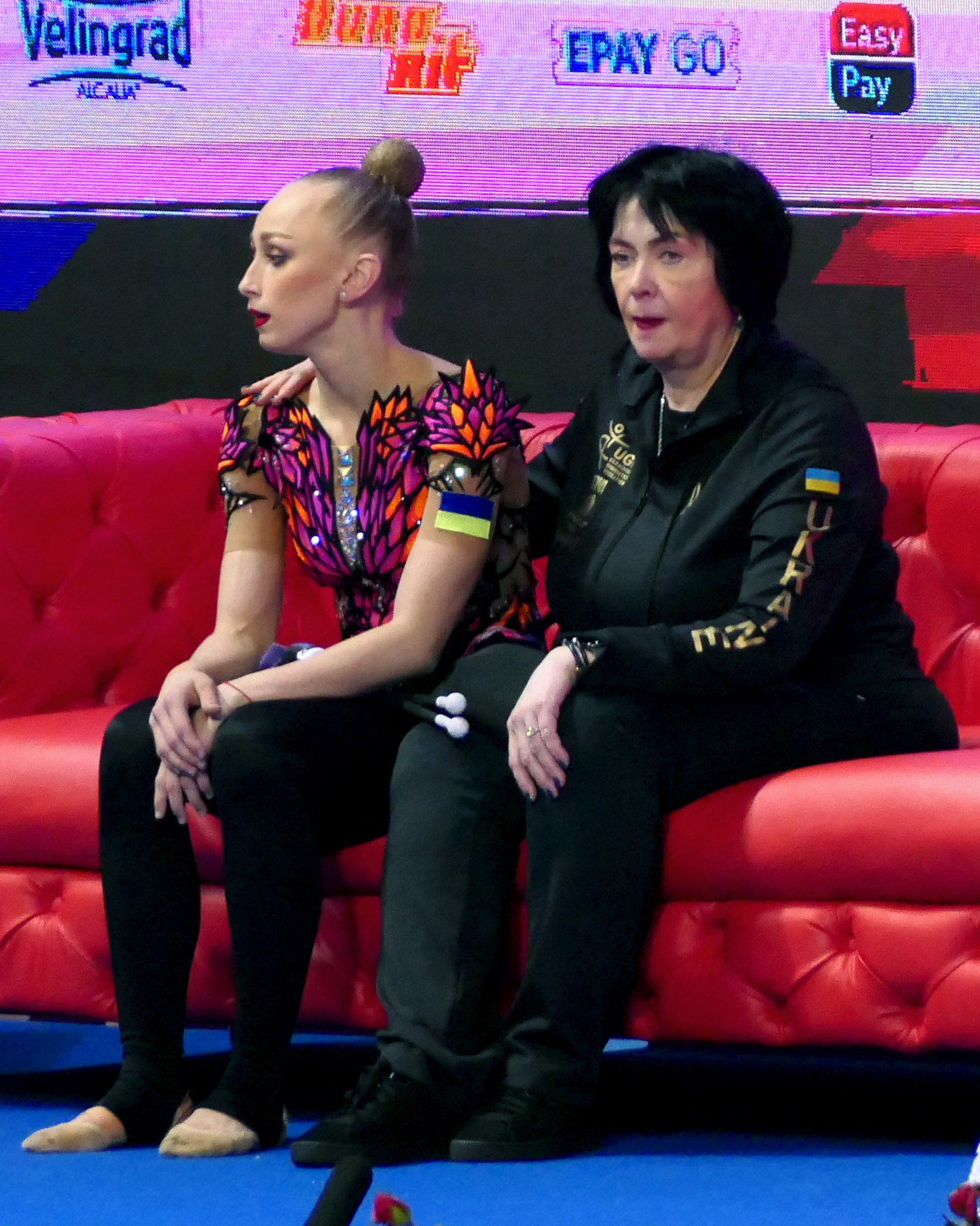
Viktoria Onoprienko en 2024.

## Palmarès

### Championnats du Monde
- Championnats du monde de gymnastique rythmique 1977
  - 2  médailles de d'or
  - 2  médailles d'argent.
- Championnats du monde de gymnastique rythmique 1979
  - 2  médailles d'or
  - 1  médaille d'argent
  - 1  médaille de bronze.